# جيف هويل
جيف هويل (بالإنجليزية: Geoff Hoyle)‏ هو ممثل بريطاني، ولد في 15 أبريل 1945 في المملكة المتحدة.

## وصلات خارجية
- جيف هويل على موقع IMDb (الإنجليزية)
- جيف هويل على موقع أول موفي (الإنجليزية)
- جيف هويل على موقع قاعدة بيانات برودواي على الإنترنت (الإنجليزية)
- جيف هويل على موقع قاعدة بيانات الفيلم (الإنجليزية)
- جيف هويل على موقع كينوبويسك (الروسية)